# Sierning (Górna Austria)
Sierning – gmina targowa w Austrii, w kraju związkowym Górna Austria, w powiecie Steyr-Land. Według danych Austriackiego Urzędu Statystycznego liczyła 9029 mieszkańców (1 stycznia 2015).